# Lista das escolas públicas de Rondônia por IDEB
Lista das Escola Públicas de Rondônia por IDEB - Índice de Desenvolvimento da Educação Básica. Dados de 2013, do Instituto Nacional de Estudos e Pesquisas Educacionais Anísio Teixeira.

## Rede Municipal

### Anos Iniciais do Ensino Fundamental
- 4ª Série/5º Ano
- Lista das 10 melhores Escolas

| Posição | Escola                                  | Cidade              | IDEB 2013 |
| ------- | --------------------------------------- | ------------------- | --------- |
| 1       | EMEIEF Jandinei Cella                   | Ji-Paraná           | 7,5       |
| 2       | EMEIEF José A. da Silva                 | Porto Velho         | 7,3       |
| 3       | CMEIEF Ruth Rocha                       | Ji-Paraná           | 7,2       |
| 4       | EMEIEF Professora Lairce Santiago Maina | Pimenta Bueno       | 6,7       |
| 5       | EMEIEF Edna Carioca Gonzales            | Ouro Preto do Oeste | 6,5       |
| 6       | EMEIEF Saul Bennesby                    | Guajará-Mirim       | 6,2       |
| 7       | EMEIEF Prof. Agustinho Goes de Oliveira | Cacoal              | 6,1       |
| 7       | EMEIEF Professora Floriza Bouez         | Guajará-Mirim       | 6,1       |
| 7       | CMEIEF Parque dos Pioneiros             | Ji-Paraná           | 6,1       |
| 10      | EMEIEF Paulo Freire                     | Buritis             | 6,0       |
| 10      | EMEIEF José de Almeida e Silva          | Cacoal              | 6,0       |
| 10      | EMEIEF Claudio Manoel da Costa          | Cacoal              | 6,0       |
| 10      | EMEIEF Mundo da Criança Tiago Panatto   | Cerejeiras          | 6,0       |
| 10      | EMEF Prof. Inireu Antônio Dresch        | Ji-Paraná           | 6,0       |
| 10      | EMEF Ulisses Matosinho Peres de Pontes  | Ji-Paraná           | 6,0       |

### Anos Finais do Ensino Fundamental
- 8ª Série/9º Ano
- Lista das 10 melhores Escolas

| Posição | Escola                            | Cidade                    | IDEB 2013 |
| ------- | --------------------------------- | ------------------------- | --------- |
| 1       | EMEIEF Aurélio Buarque de Holanda | Espigão do Oeste          | 5,0       |
| 1       | EMEIEF Vinícius de Moraes         | Ariquemes                 | 5,0       |
| 1       | EMEF Prof. Irineu Antônio Dresch  | Ji-Paraná                 | 5,0       |
| 4       | EMEIEF Cândido Portinari          | São Miguel do Guaporé     | 4,9       |
| 4       | EMEIEF Carlos Gomes               | São Miguel do Guaporé     | 4,9       |
| 6       | EMEIEF Brás Cubas                 | Espigão do Oeste          | 4,8       |
| 6       | EMEIEF Teobaldo Ferreira          | Espigão do Oeste          | 4,8       |
| 6       | EMEF Marcos Donadon               | Vilhena                   | 4,8       |
| 9       | EMEIEF José de Anchieta           | Ariquemes                 | 4,7       |
| 9       | EMEIEF Nossa Senhora das Graças   | Nova Brasilândia do Oeste | 4,7       |
| 9       | EMEIEF Luiz Cabral de Souza       | Pimenta Bueno             | 4,7       |
| 9       | EMEF Angelo Mariano Donadon       | Vilhena                   | 4,7       |

## Rede Estadual

### Anos Iniciais do Ensino Fundamental
- 4ª Série/5º Ano
- Lista das 10 melhores Escolas

| Posição | Escola                          | Cidade                    | IDEB 2013 |
| ------- | ------------------------------- | ------------------------- | --------- |
| 1       | EEEF Rocha Pombo                | Nova Brasilândia do Oeste | 7,3       |
| 2       | EEEF Floriano Peixoto           | Cerejeiras                | 7,2       |
| 2       | IEE Wilson Camargo              | Vilhena                   | 7,2       |
| 4       | EEEF Anísio Serrão de Carvalho  | Pimenta Bueno             | 7,1       |
| 5       | EEEF Alexandre de Gusmão        | Nova Brasilândia do Oeste | 7,0       |
| 6       | EEEFM Paulo de Assis Ribeiro    | Colorado do Oeste         | 6,9       |
| 6       | EEEFM Migrantes                 | Mirante da Serra          | 6,9       |
| 8       | EEEFM Carlos Drumond de Andrade | Presidente Médici         | 6,8       |
| 9       | EEEFM Olga Dellaia              | Jaru                      | 6,7       |
| 10      | EEEFM Marcos Bispo Silva        | Ji-Paraná                 | 6,6       |
| 10      | EEEFS Ronaldo Aragão            | Vilhena                   | 6,6       |

### ensino médio
- 1°/3° Ano
- Lista das 10 melhores Escolas

| Posição | Escola                          | Cidade                    | IDEB 2013 |
| ------- | ------------------------------- | ------------------------- | --------- |
| 1       | EEEF Rocha Pombo                | Nova Brasilândia do Oeste | 6,4       |
| 2       | EEEM JOVEM GONÇALVES VILELA     | Ji-Parana                 | 6,0       |
| 3       | EEEFM Carlos Drumond de Andrade | Presidente Médici         | 5,7       |
| 4       | EEEFM Cora Coralina             | Cacoal                    | 5,5       |
| 4       | EEEF Alexandre de Gusmão        | Nova Brasilândia do Oeste | 5,5       |
| 4       | IEE Wilson Camargo              | Vilhena                   | 5,5       |
| 7       | EEEF Fernanda Souza de Paula    | Espigão do Oeste          | 5,3       |
| 7       | EEEF Jardim dos Migrantes       | Ji-Paraná                 | 5,3       |
| 9       | EEEFM Jean Piaget               | Espigão do Oeste          | 5,2       |
| 9       | EEEFM Artur da Costa e Silva    | Alto Alegre dos Parecis   | 5,2       |
| 9       | EEEFM Olga Dellaia              | Jaru                      | 5,2       |